# 蒂姆·托马斯 (篮球运动员)
蒂莫西·馬克·托馬斯（英語：Timothy Mark Thomas，1977年2月26日—），美国NBA联盟职业篮球运动员。他在1997年的NBA选秀中第1轮第7顺位被新澤西籃網选中。

## 生平

### 學生時期
托馬斯是一名身高6英尺10英（2.08 米）的全能前鋒，投籃手感柔軟，就讀帕特森天主教高中時就被視為未來的NBA球星。高中畢業前最後一年，以場均25.3分14.5籃板被選入麥當勞全美明星隊，當時他被視為全美排名第二的高中生球員，僅次於科比·布萊恩特。之後他進入維拉諾瓦大學。待了一個學年後，他投入NBA選秀，並在在1997年NBA選秀中被籃網隊選中，不久後立即交易到費城76人。

### 職業生涯
托馬斯在新人球季場均11分3.7籃板，76人隊的戰績也從前一季的20勝進步到31勝，他也入選了該年的新秀第二隊。然而托馬斯在他的第二個球季卻陷入低迷，前17場比賽的平均得分降至4.6分，失去耐心的球團在季中便將他和中鋒Scott Williams交易到密爾瓦基公鹿隊。在公鹿隊期間為托馬斯的生涯顛峰期，是僅次於當時公鹿『三劍客』（雷·阿倫、薩姆·卡塞爾、格伦·罗宾逊）的得分主力，公鹿隊也曾於2001年打入了東區冠軍賽，但那也是公鹿隊當時能達到的最佳成績，之後球隊戰績即每況愈下，使的公鹿球團逐漸有了改組的念頭。
2004年2月16日，托馬斯在三隊交易中被交易到紐約尼克隊。
2005-06賽季之前，托馬斯被交易至芝加哥公牛隊，打了三場比賽后，托馬斯因腳踝和背部受傷而停賽。之後他被球隊買斷，隨即被鳳凰城太陽隊簽下。在2006年季後賽中，他代替受傷的全明星阿玛雷·斯塔德迈尔在太陽隊挺進西部決賽的過程中發揮了關鍵的作用。
2005-06賽季結束後的7月13日，托馬斯與洛杉磯快船隊簽下了一份為期四年、價值2400萬美元的合約，但合約未走完又先後被交易至曾經待過尼克隊和公牛隊，隔一季以自由球員加入達拉斯小牛隊，打了18場比賽後宣布退休。

## 評價
托马斯的職業生涯數據為11.5分4.1籃板1.5助攻，雖然是一名堪用的NBA球員，但與當初各界的期待存有落差。事實上托马斯的個性較為樸實、低調，但另一方面也意味著企圖心不夠強，否則以其天賦條件應可有更高成就。在雄鹿隊效力期間，當時的隊友雷·阿伦即表示：“如果他願意，蒂姆·托馬斯可以成為聯盟中最好的球員。”。而另一方面，托马斯在球員時期經歷了許多家庭變故，其中包含姐姐過世，而需要幫助撫養留下的2個小孩、另外他的母親和太太也都曾遭受病痛困擾，這些紛擾或多或少也影響了托马斯場上的表現。

## 外部連結
- 蒂姆·托马斯在NBA（英语）
- 蒂姆·托马斯在Basketball-Reference.com（NBA）（英语）
- 蒂姆·托马斯在Sports-Reference.com（NCAA）（英语）
- 蒂姆·托马斯在Eurobasket.com（球員）（英语）
- 蒂姆·托马斯在RealGM（英语）
- 蒂姆·托马斯在Proballers（英语）